# Keuschhaltung
Keuschhaltung bezeichnet eine sadomasochistische Sexualpraktik, bei der ein Partner über den Orgasmus des anderen bestimmt und ihn gegebenenfalls über längere Zeit oder ganz verweigert. Im Gegensatz zu tatsächlicher Keuschheit handelt es sich hierbei nicht um eine ethisch oder religiös motivierte Sittsamkeit, sondern um eine aktiv betriebene sadomasochistische Form sexueller Aktivitäten.  
Sexueller Sadismus und sexuelle Dominanz beinhalten nicht nur die Präferenzen, anderen Schmerzen zuzufügen, sondern auch den Wunsch, das Lustempfinden anderer zu steuern. Die in diesem Kontext sogenannte Keuschhaltung ist insbesondere in TPE- und Femdom-Beziehungen ein Bestandteil, der mit Peniskäfigen oder Keuschheitsgürteln unterstützt werden kann. Keuschhaltung bedeutet für den dieser Praktik unterworfenen Bottom Orgasmusverzicht, aber keine Abstinenz von sexuellen Anreizen. Das sadistische Vorenthaltungsspiel kann durch Tease and Denial zusätzlich gesteigert werden.